# 薩利翁基
49°56′42″N 30°12′40″E / 49.94500°N 30.21111°E
薩利翁基（烏克蘭語：Саливонки）是位於烏克蘭北部的村莊，由基辅州白采爾克瓦區的赫雷賓基市鎮負責管轄。該村面積8.78平方公里，海拔高度166米，2024年人口2,242，人口密度每平方公里301.8人。